# Le Samyn des Dames 2012
La 1re édition du Samyn des Dames a lieu le 29 février 2012. Elle fait partie du calendrier international féminin UCI 2012 en catégorie 1.2 et constitue la deuxième manche de la Lotto Cycling Cup pour Dames 2012. Elle se déroule en même temps que l'épreuve masculine. La course est remportée par la Néerlandaise Adrie Visser.

## Classement final
| \| Classement général \| Classement général \| Classement général \| Classement général \| Classement général \| \| Coureur \| Coureur \| Pays \| Équipe \| Temps \| \| ------------------ \| -------------------- \| ------------------ \| --------------------------- \| ------------------ \| \| 1re \| Adrie Visser \| Pays-Bas \| Skil Koga \| 3 h 04 min 28 s \| \| 2e \| Noemi Cantele \| Italie \| Be Pink \| + 0 s \| \| 3e \| Trixi Worrack \| Allemagne \| Specialized-Lululemon \| + 0 s \| \| 4e \| Ellen van Dijk \| Pays-Bas \| Specialized-Lululemon \| + 0 s \| \| 5e \| Megan Guarnier \| États-Unis \| États-Unis \| + 0 s \| \| 6e \| Loes Gunnewijk \| Pays-Bas \| GreenEdge-AIS \| + 0 s \| \| 7e \| Elisa Longo Borghini \| Italie \| Hitec Products-Mistral Home \| + 0 s \| \| 8e \| Christine Majerus \| Luxembourg \| GSD Gestion \| + 0 s \| \| 9e \| Kaat Hannes \| Belgique \| Lotto Belisol Ladies \| + 0 s \| \| 10e \| Jolien D'Hoore \| Belgique \| Topsport Vlaanderen-Ridley \| + 2 s \| |                      |            |                             |                 |
| |                      |            |                             |                 |
| Source : ProCyclingStats |                      |            |                             |                 |
| Classement général |                      |            |                             |                 |
| Coureur | Coureur              | Pays       | Équipe                      | Temps           |
| 1re | Adrie Visser         | Pays-Bas   | Skil Koga                   | 3 h 04 min 28 s |
| 2e | Noemi Cantele        | Italie     | Be Pink                     | + 0 s           |
| 3e | Trixi Worrack        | Allemagne  | Specialized-Lululemon       | + 0 s           |
| 4e | Ellen van Dijk       | Pays-Bas   | Specialized-Lululemon       | + 0 s           |
| 5e | Megan Guarnier       | États-Unis | États-Unis                  | + 0 s           |
| 6e | Loes Gunnewijk       | Pays-Bas   | GreenEdge-AIS               | + 0 s           |
| 7e | Elisa Longo Borghini | Italie     | Hitec Products-Mistral Home | + 0 s           |
| 8e | Christine Majerus    | Luxembourg | GSD Gestion                 | + 0 s           |
| 9e | Kaat Hannes          | Belgique   | Lotto Belisol Ladies        | + 0 s           |
| 10e | Jolien D'Hoore       | Belgique   | Topsport Vlaanderen-Ridley  | + 2 s           |